# Chrysoprasis grupiara
Chrysoprasis grupiara là một loài bọ cánh cứng trong họ Cerambycidae.